# Rhynchochondria longa
Rhynchochondria longa är en kräftdjursart som beskrevs av Ho 1967. Rhynchochondria longa ingår i släktet Rhynchochondria och familjen Chondracanthidae. Inga underarter finns listade i Catalogue of Life.